# Eduardo Rodríguez Rodway
Eduardo Rodríguez Rodway (Sevilla, 10 de junio de 1945) es un músico y cantante español, conocido por haber sido guitarrista del grupo de rock Triana.

## Biografía
Nace en 10 de junio de 1945 en la ciudad de Sevilla. Sus primeros escarceos musicales empezaron a los 16 años con otros jóvenes sevillanos, recorriendo ferias y plazas, período de iniciación que duraría unos cuatro años, tras los cuales se iría por un breve tiempo a París. Al regresar a España cumpliría el servicio militar obligatorio en Aviación.
Tras esto, arrancaría ya en firme su carrera musical, primero con el grupo Flexor's a la guitarra eléctrica, el más antiguo grupo de rock sevillano, interpretando rock and roll por las bases militares estadounidenses de Andalucía.
Más tarde formaría parte del grupo Los Payos retomando la guitarra española, donde conseguiría repercusión y cuyo mayor éxito fue la célebre canción María Isabel en 1969, de cuyo sencillo la cara B fue Compasión, una composición de Eduardo. En esta formación conoció a Juan José Palacios Tele. Posteriormente pasó a formar parte del grupo Tabaca, donde coincidió con Jesús de la Rosa Luque.
Así estuvo hasta la formación de la banda Triana, junto a Jesús de la Rosa y Juan José Palacios, creando un nuevo género dentro del marco de la música rock española, el llamado rock andaluz, el cual combinaba rock progresivo con sonoridades propias de la música flamenca.
Eduardo colaboró en la composición, y compuso canciones propias en todos los discos de Triana, excepto en el álbum debut, El patio. 
Tras la disolución de esta banda en 1983, por la muerte de Jesús de la Rosa, Rodríguez publicó dos discos en solitario, Velo de amor (1986) y Noche y día (1987), que pasaron prácticamente desapercibidos.
Rodríguez se trasladó entonces a Los Caños de Meca (Cádiz), donde vive actualmente.

## Discografía

### Con Los Payos
Sencillos:
- Como un adiós (1968).
- Adiós, Angelina (1968).
- María Isabel (1969).
- Pequeña Anita (1969).
- Señor doctor (1970).
- Un tipo raro (1970).
- La paz, el cielo y las estrellas (1971).
- Vuelve junto a mí (1972).

Recopilaciones:
- Lo mejor de Los Payos (1971).
- Grandes Éxitos (1973).
- Los Payos (Yerbabuena. Todas sus grabaciones) (2000).

### Con Triana
- El Patio (1975).
- Hijos del Agobio (1977).
- Sombra y luz (1979).
- Un encuentro (1980).
- Un mal sueño (1981).
- Llegó el día (1983).

### En solitario
- Velo de amor (1986).
- Noche y día (1987).